# Раков, Вадим Сергеевич
Вадим Сергеевич Раков (родился 9 января 2005, Воронеж) — российский футболист, нападающий клуба «Локомотив» Москва, выступающий на правах аренды за самарские «Крылья Советов».

## Клубная карьера
Родился в Воронеже. Начал заниматься футболом в школе местного «Факела». В 2015 году в возрасте 10 лет, на одном из региональных турниров «Локобол», получил приглашение в академию московского «Локомотива», в составе юношеской команды которого стал лучшим бомбардиром ЮФЛ-2 среди футболистов до 18 лет, установив абсолютный рекорд лиги — 36 голов в 25 играх. 13 августа 2022 года дебютировал в основном составе «Локомотива» в матче российской Премьер-лиги против самарского клуба «Крылья Советов», став первым игроком 2005 года рождения в Российской премьер-лиге.
2 июля 2025 года перешёл в самарские «Крылья Советов» на правах аренды до конца сезона 2025/26.

## Карьера в сборной
Выступал за сборные России до 15, до 17, до 18 лет и до 21 года.

## Статистика выступлений

### Клубная статистика
Данные приведены по состоянию на 1 марта 2024 года
| Выступление        | Выступление      | Выступление      | Лига | Лига | Кубок | Кубок | Итого | Итого |
| Клуб               | Лига             | Сезон            | Игры | Голы | Игры  | Голы  | Игры  | Голы  |
| ------------------ | ---------------- | ---------------- | ---- | ---- | ----- | ----- | ----- | ----- |
| Локомотив (Москва) | РПЛ              | 2022/2023        | 9    | 0    | 4     | 0     | 13    | 0     |
| Локомотив (Москва) | РПЛ              | 2023/2024        | 0    | 0    | 2     | 0     | 2     | 0     |
| Локомотив (Москва) | Итого            | Итого            | 9    | 0    | 6     | 0     | 15    | 0     |
| Всего за карьеру   | Всего за карьеру | Всего за карьеру | 9    | 0    | 6     | 0     | 15    | 0     |